# داميان جونز (كرة سلة)
داميان جونز (بالإنجليزية: Damian Jones)‏ مواليد 30 يونيو 1995 في باتون روج، هو لاعب كرة سلة أمريكي. بدأ مسيرته الاحترافية في سنة 2016. تم اختياره من قبل فريق غولدن ستايت ووريورز خلال الدرافت. يلعب مع غولدن ستايت ووريورز في الرابطة الوطنية لكرة السلة كلاعب وسط. يحمل الرقم 15. يبلغ طوله 7 قدم 0 بوصة (2.1 م).

## روابط خارجية
- داميان جونز على موقع إن بي أي (الإنجليزية)
- داميان جونز على موقع سبورتس رفرنس (الإنجليزية)
- داميان جونز على موقع كرة السلة الأوروبية.كوم (الإنجليزية)
- داميان جونز على موقع DraftExpress.com (الإنجليزية)
- داميان جونز على موقع إي إس بي إن.كوم (الإنجليزية)
- داميان جونز على موقع كلية كرة السلة في سبورتس رفرنس.كوم (الإنجليزية)
- داميان جونز على موقع ريلجم (الإنجليزية)
- داميان جونز على موقع بروبوليرز (الإنجليزية)
- داميان جونز على موقع سبورتس رفرنس (الإنجليزية)
- داميان جونز على موقع سبورتس رفرنس (الإنجليزية)